# Bulzești
Bulzești est une commune roumaine située dans le județ de Dolj.

## Personnalités liées à la commune
- Marin Sorescu (1936-1996), écrivain, ministre de la Culture (1993-1995), né à Bulzești.